# Interprète (musique)
Pour les articles homonymes, voir Interprète.
 (juillet 2025).
Si vous disposez d'ouvrages ou d'articles de référence ou si vous connaissez des sites web de qualité traitant du thème abordé ici, merci de compléter l'article en donnant les références utiles à sa vérifiabilité et en les liant à la section « Notes et références ».
Un interprète est un musicien (chanteur, instrumentiste, chef d'orchestre ou chef de chœur) dont la spécialité est de réaliser un projet musical donné, planifié par un autre musicien, appelé compositeur. La division entre les interprètes et les compositeurs est devenue une singularité de la musique occidentale. Cette opposition concerne, non seulement la musique savante ou traditionnelle des pays de culture occidentale, mais également, les différents courants musicaux apparentés (tels que jazz, blues, musiques populaires dérivées, etc.), en un mot, la musique pratiquée et consommée dans les pays industriels.
Traditionnellement, le projet musical en question est transcrit sur un document appelé partition de musique, au moyen d'un système de notation. Cette partition est le support matériel de l'œuvre musicale que l'interprète a pour mission de réaliser, avec une certaine expression.

## Musique classique

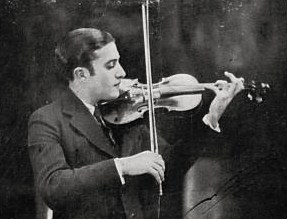
Le violoniste Marcel Stern.

Jusqu'au XIXe siècle, les musiciens connus étaient principalement compositeurs et interprètes de leurs œuvres.

### XIXesiècle
Puis, on observe une dissociation qui va croissante lorsque les musiciens tels un Felix Mendelssohn à la tête de l'orchestre du Gewandhaus de Leipzig recréent les grandes œuvres de compositeurs du XVIIIe siècle comme Jean-Sébastien Bach ou Georg Friedrich Haendel. À Paris, l'orchestre de la Société des concerts du Conservatoire qui est créé en 1828 donne à entendre au cours de sa première saison la plupart des symphonies de Ludwig van Beethoven. Un an seulement après la mort de ce dernier, il était donné au public parisien d'entendre les 9 symphonies (sous la direction de François-Antoine Habeneck). La multiplication des sociétés symphoniques ainsi que des théâtres d'opéra allait favoriser la constitution d'une musique de répertoire.
Si l'offre lyrique reste au XIXe siècle dominée par les créations, la majeure partie de celles-ci est néanmoins l'apanage de quelques villes (Milan, Venise notamment pour l'opéra italien, Paris pour l'opéra français) et sont ensuite reprises dans de nombreuses autres villes. C'est ainsi que les opéras créés à Paris au cours du premier XIXème constituent une part importante de la programmation des théâtres en Europe et particulièrement en Allemagne, Autriche et Europe centrale (voir Christophe Charle, chapitre sur le spectacle vivant).
Toutefois dans le lyrique comme dans la musique symphonique et la musique de chambre, la part des œuvres de répertoire ne cesse d'augmenter tout au long du siècle de l'industrie (même s'il est impossible d'en faire une vérification statistique). Mais ce sont les programmes des grandes scènes qui en témoignent le mieux (voir Pistone, 1979).
C'est donc une musique de répertoire qui se constitue (œuvres musicales écrites antérieurement) et dont s'emparent les musiciens interprètes, individuellement (en tant que solistes) et collectivement à travers les orchestres symphoniques et les théâtres d'opéra, qui vont essaimer dans toutes les grandes villes en Europe et en Amérique. Ce mouvement se poursuit tout au long du siècle de l'industrie porté par la forte croissance des concerts et des spectacles lyriques.

### XXesiècle
En Europe, la musique amorce au XXe siècle un mouvement qui la mettra de plus en plus en rupture avec les goûts de publics plus traditionnels des salles de concerts. Les interprètes, en médiateurs avisés, puiseront quant à eux de plus en plus, pour composer leurs programmes, dans un répertoire qui s'élargit vers les siècles antérieurs laissant dans leurs programmes une part secondaire à la musique de leur temps. Ils commencent également à se tourner vers la musique baroque voire la musique ancienne (par exemple, Charles Bordes en France avec la Schola Cantorum).
Pour Mario d'Angelo : « c'est la figure de l'interprète, dans les récitals et les concerts avec solistes qui se verra auréolée d'un pouvoir d’attraction sinon d'une fascination sur les publics (…). N'étant plus le créateur des œuvres qu'il interprète, et, qui plus est jouant des œuvres connues du répertoire, l'interprète va aussi devoir affronter la concurrence d'autres interprètes jouant ces mêmes œuvres connues des amateurs avertis et surveillées par la critique musicale » (voir bibliographie).
Pris dans l'engrenage de la spécialisation, certains interprètes vont surtout s'orienter vers ce qui est devenu tout au long du XIXe siècle le répertoire, alors que d'autres ne délaisseront pas la création de leurs contemporains. Un arrêt sur image à la veille de la Seconde Guerre mondiale, en comparant un Alfred Cortot et un Ricardo Viñes illustre bien ce phénomène. Le premier s'est fait connaître dans le monde entier pour ses interprétations des répertoires classique, romantique et de Jean-Sébastien Bach. Le second laisse à la postérité l'image d'un interprète principalement au service des créateurs de son temps comme le montrent ses programmes subtilement construits.
En musique moderne, l'interprétation est rendue quelquefois difficile lorsque les interprètes veulent jouer des œuvres de musique ancienne, alors que les instruments par exemple ont évolué. C'est le cas par exemple de la musique médiévale, de la musique de la Renaissance et de la musique baroque dont on cherche à interpréter les œuvres avec des instruments d'époque de nos jours.

### Valorisation de l'interprétation
Cette valorisation se fait par les grandes manifestations emblématiques comme les plus grands et anciens festivals ainsi que par le disque et les médias de masse (en particulier la radiodiffusion qui dispose aussi en Europe d'orchestres symphoniques prestigieux).
Les grands festivals, par leur caractère symbolique, illustrent bien cette emprise de la musique de répertoire et de l'importance de l'interprétation. Ainsi de Bayreuth, le premier d'entre eux, temple du culte de Wagner, devient aussi un lieu symbolique où les interprètes rejouent le même répertoire. Il a fait l'objet d'enregistrements sonores et vidéo nombreux qui servent aussi d'archives et de bases de comparaisons. Pour le Ring, les mélomanes et les spécialistes peuvent comparer les versions de Knappertsbusch, de Boulez ou de Boehm. la comparaison des intégrales d'opéras disponibles sur le marché français en 1961 et en 1982 montre une formidable multiplication du nombre d'interprétations différentes d'une même œuvre, en particulier des opéras de Mozart et Verdi, dont les plus connus ont jusqu'à seize versions (voir d'Angelo, 1985).
De même pour les autres genres, une formidable concurrence va s'établir à partir de l'interprétation des œuvres du grand répertoire classique. Le produit disque ayant trois composantes principales, le compositeur, l'interprète et l'œuvre, la distinction au sein du répertoire classique s'établit plus facilement sur l'interprétation (d'Angelo, 1990). Ce que l'industrie du disque et la radio vont instaurer en loi en jouant sur la notoriété des interprètes. On peut dès lors constater que les plus grands artistes interprètes sont plus souvent reconnus quel que soit le répertoire qu'ils interprètent (par exemple Menuhin et Bach) alors que les artistes moins connus doivent suivre le répertoire national pour lequel ils sont le mieux placés dans la différentiation qui est établie. Les stratégies de carrière des interprètes s'établissent ainsi à l'étranger : un quatuor français voulant percer à l'étranger devra d'abord se faire reconnaître dans le répertoire français et éventuellement choisir des œuvres peu jouées dans d'autres répertoires nationaux pour se distinguer et être repéré par la critique.
Seul le Festival de Donaueschingen (créé en 1921) était consacré à la musique contemporaine et donc des créations (mondiales ou européennes). Et même si ces manifestations se multiplient à partir des années 1960 Festival de La Royan, Rencontres européennes de Metz, Ars Musica à Bruxelles, etc.), elles sont marginales par rapport aux festivals principalement consacrés à la musique classique de répertoire (voir Menger, 1983). Certains interprètes se sont ainsi spécialisés en musique contemporaine.